# Tsagaannuur (distrikt i Mongoliet, Bajan-Ölgij, lat 49,50, long 89,73)
Tsagaannuur (mongoliska: Цагааннуур Сум, Цагааннуур, Tsagaannuur Sum) är ett distrikt i Mongoliet.   Det ligger i provinsen Bajan-Ölgij, i den västra delen av landet, 1 300 km väster om huvudstaden Ulaanbaatar.